# Derdara
Derdara (franska: Derdara (CR), Derdara (Commune Rurale), arabiska: تاسيفت) är en kommun i Marocko.   Den ligger i provinsen Chefchaouen och regionen Tanger-Tétouan-Al Hoceïma, i den norra delen av landet, 180 km nordost om huvudstaden Rabat. Antalet invånare är 10 762.